# Хакимов, Руслан Разяпович
Русла́н Разя́пович Хаки́мов (род. 3 июня 1969, Донецк) — украинский борец греко-римского стиля, представитель легчайшей весовой категории. Выступал за сборную Украины по борьбе в период 1993—2001 годов, чемпион Европы, обладатель Кубка мира, победитель многих турниров национального и международного значения, участник летних Олимпийских игр в Атланте. Заслуженный мастер спорта Украины. Также известен как тренер по греко-римской борьбе.

## Биография
Руслан Хакимов родился 3 июня 1969 года в городе Донецк Донецкой области Украинской ССР. Серьёзно заниматься борьбой начал в возрасте десяти лет, тренировался в мариупольском спортивном клубе «Азовмаш». Первое время проходил подготовку под руководством Виктора Плаксина, затем являлся подопечным заслуженного тренера Украинской ССР Геннадия Гавриловича Узуна.
Первого серьёзного успеха на взрослом международном уровне добился в сезоне 1993 года, когда вошёл в основной состав украинской национальной сборной и побывал на чемпионате Европы в Стамбуле, откуда привёз награду серебряного достоинства, выигранную в греко-римской борьбе — в финальном поединке легчайшей весовой категории потерпел поражение от финна Микаэля Линдгрена.
В 1994 году занял четвёртое место на европейском первенстве в Афинах, стал девятым на мировом первенстве в Тампере, выиграл серебряную медаль на этапе Кубка мира в Венгрии.
Наибольшего успеха в своей спортивной карьере добился в сезоне 1995 года, одержав победу в легчайшем весе на чемпионате Европы в Безансоне, в частности в финале взял здесь верх над титулованным армянским борцом Агаси Манукяном. При этом на чемпионате мира в Праге стал пятым.
В 1996 году занял 11 место на европейском первенстве в Будапеште. Благодаря череде удачных выступлений удостоился права защищать честь страны на летних Олимпийских играх в Атланте — в категории до 57 кг был близок к завоеванию бронзовой медали, однако в поединке за третье место его победил китаец Шэн Цзэтянь.
После Олимпиады в Атланте Хакимов остался в главной борцовской команде Украины и продолжил принимать участие в крупнейших международных турнирах. Так, в 1997 году он выступил на чемпионате Европы в Коуволе и на чемпионате мира во Вроцлаве, где занял пятое и седьмое места соответственно.
Впоследствии оставался действующим спортсменом вплоть до 2001 года, побывал ещё на нескольких европейских и мировых первенствах, но уже был далёк от попадания в число призёров.
За выдающиеся спортивные достижения удостоен почётного звания «Заслуженный мастер спорта Украины».
Завершив спортивную карьеру, занялся тренерской деятельностью. Тренировал борцов в мариупольском клубе «Азовмаш», затем работал тренером на отделении греко-римской борьбы в Донецком республиканском высшем училище им. С. Бубки. Возглавлял сборную ДНР по греко-римской борьбе.
Ежегодно в Донецке проводится традиционный турнир на призы заслуженного мастера спорта, чемпиона Европы, обладателя Кубка мира Руслана Хакимова.